# Desna Martinska Ves
Desna Martinska Ves falu Horvátországban, Sziszek-Monoszló megyében. Közigazgatásilag Martinska Ves községhez tartozik.

## Fekvése
Sziszek városától légvonalban 11, közúton 13 km-re északra, a Száva jobb partján fekszik. Martinska Ves balparti részét Lijeva Martinska Vesnek, a jobbparti részt Desna Martinska Vesnek nevezik. 

## Története
Martinska Ves a Felső-Szávamente egyik legrégibb települése. Az első település valószínűleg a Száva bal partján jött létre, majd később a jobb partra is terjeszkedett. A monoszlói birtokhoz tartozott, amelyet III. Béla király a harcokban szerzett érdemeiért a 12. században Makár ispán apjának adományozott. A 14. század elején a Monoszlói Csupor nemzetségé lett, akik egészen 1492-ig a család kihalásáig birtokolták. 
A települést és plébániáját 1334-ben „ecclesia beati Martini ex ista parte fluvius Zave” néven említik először. 1493-ban II. Ulászló király Erdődi Bakócz Tamásnak adta. Urai közül különösen kitűnt a török elleni harcokban Erdődy Tamás, aki 1584 és 1614 között kétszer is betöltötte a szlavón báni tisztséget és a török ellen háromszor is győzelmet aratott. 1773-ban az első katonai felmérés térképén a folyó két partján fekvő település egységesen „Dorf Martinska Vesz” néven szerepel. 
1852-ben Desna Martinska Vesen megalapították az elemi iskolát, de az oktatás csak 1855-ben indulhatott meg, mert nem volt iskolaépület. A lakosság mezőgazdasággal, állattenyésztéssel foglalkozott. 1857-ben 416, 1900-ban 581 lakosa volt. 1918-ban az új szerb-horvát-szlovén állam, majd később Jugoszlávia része lett. A II. világháború idején a Független Horvát Állam része volt. A háború sok emberi és anyagi áldozatot követelt. A háború után a béke időszaka köszöntött a településre, enyhült a szegénység és sok ember talált munkát a közeli városokban. A falu 1991. június 25-én a független Horvátország része lett. 2001-ben 381 lakosa volt.

## Népesség
| Lakosság változása | Lakosság változása | Lakosság változása | Lakosság változása | Lakosság változása | Lakosság változása | Lakosság változása | Lakosság változása | Lakosság változása | Lakosság változása | Lakosság változása | Lakosság változása | Lakosság változása | Lakosság változása | Lakosság változása | Lakosság változása |
| ------------------ | ------------------ | ------------------ | ------------------ | ------------------ | ------------------ | ------------------ | ------------------ | ------------------ | ------------------ | ------------------ | ------------------ | ------------------ | ------------------ | ------------------ | ------------------ |
| 1857               | 1869               | 1880               | 1890               | 1900               | 1910               | 1921               | 1931               | 1948               | 1953               | 1961               | 1971               | 1981               | 1991               | 2001               | 2011               |
| 416                | 515                | 498                | 581                | 607                | 1.353              | 1.273              | 662                | 625                | 626                | 620                | 600                | 492                | 443                | 381                |                    |

(1910-ben és 1921-ben Lijeva Martinska Ves lakosságával együtt.)

## Nevezetességei
- A község legjelentősebb szimbóluma a Martinska Ves-híd, mely a település két részét elválasztó Száva felett ível át. A hidat 2002-ben építették, hosszúsága 165 méter. Jellegzetessége, hogy függőhíd, amely a harmadik Horvátországban, de az egyetlen, amelyen forgalom bonyolódik. Egyben az egyetlen híd, amely a két nagyváros, Zágráb és Sziszek között a Száván átível.

- Szent Márton tiszteletére szentelt római katolikus plébániatemplomát 17. században építették barokk stílusban a régi templom helyére. Egyhajós épület sokszögletű apszissal, melyhez négyszögletes keresztelőkápolna csatlakozik. A templom homlokzata elé, a harangtorony alá nyitott előcsarnokot építettek. Hajója boltozott, a sekrestyét és az oratóriumot stukkó és falfestmények díszítik. A szentély bejáratánál találhatók a mellékoltárok, melyek Jézus legszentebb szíve és Mária legtisztább szíve tiszteletére vannak szentelve. Az apszisban található a monumentális főoltár, melynek középső részén Szent Márton képe látható, ismeretlen mester munkája. A hajó bal oldalán áll a baldachinos szószék, mely az egész berendezés legrégibb darabja. A templom orgonája 1881-ben készült Heferer mester zágrábi műhelyében. A kitűnő hangzású 12 regiszteres 2 manuálos orgonát a 19. század egyik legjobb hazai orgonájának tartják. Rendszeresen tartanak itt orgonakoncerteket. A templom orgonája a sziszeki „Ars Organi Sisciae” orgonafesztivál egyik hangszere.

- Az egész községre jellemzőek a jellegzetes szávamenti faházak és a díszes helyi népviselet. A helyi építészet egyik kiemelkedő védett alkotása a Martinska Ves Desna 3. számú emeletes fa lakóház, amelyet 1909-ben építettek. Földszinti része téglából, míg emeleti része tölgyfából épült. A földszinti részt az emelettel külső fedett lépcsőház köti össze. A lépcsőház az emeleti előcsarnokba vezet, melyek kapelának, vagy kruklinnak neveznek és ahonnan a bejárat vezet az emeleti helyiségekbe. Az ablakok fölé kis ereszeket építettek. Az épületet fazsindellyel rakott nyeregtető fedi. Az utcai homlokzatot geometriai motívumok díszítik.